# Torneo Apertura 2020 de Segunda División de Costa Rica
El Torneo Apertura 2020 fue la edición 88.° del campeonato de liga de la Segunda División del fútbol costarricense, que inició la temporada 2020-21.
Como novedades, se destacó que a partir del Apertura 2020, La U Universitarios, quién fue el equipo descendido de la Primera División, pasó a llamarse Marineros y cambia su sede a Puntarenas tras adquisición de la franquicia por parte de inversionistas de esta provincia. 
Otra de las novedades Aserrí vuelve a adquirir la franquicia que actualmente tenía Rosario de Naranjo por lo que para este Apertura 2020 volverá a actuar con este nombre. 
El otro cambio que se dio para este torneo el equipo de Juventud Escazuceña jugó como filial Alajuelense, donde conservó su nombre pero la indumentaria pasó a ser rojinegra.
Se cambió el formato del torneo debido a la pandemia por coronavirus COVID-19 que ha afectado al país, por lo que ahora se dividieron a los equipos en tres grupos de seis equipos cada uno y solamente se utilizaron 6 sedes (2 estadios por grupo) que fueron avalados por el Ministerio de Salud y el Comité de Competición de la Liga de Ascenso.

## Sistema de competición
El torneo del Liga de Ascenso, está conformado en dos partes:
- Fase de clasificación: Se integra por las 10 jornadas del torneo.
- Fase final: Se integra por los partidos de cuartos de final, semifinal y final.

### Fase de clasificación
En la fase de clasificación se observará el sistema de puntos. La ubicación en la tabla general está sujeta a lo siguiente:
- Por juego ganado se obtendrán tres puntos.
- Por juego empatado se obtendrá un punto.
- Por juego perdido no se otorgan puntos.

En esta fase participan los 18 clubes de la Liga de Ascenso jugando en el torneo 10 jornadas respectivas, a visita recíproca según el grupo que pertenece.
El orden de los clubes al final de la fase de calificación del torneo corresponderá a la suma de los puntos obtenidos por cada uno de ellos y se presentará en forma descendente. Si al finalizar las 10 jornadas del torneo, dos o más clubes estuviesen empatados en puntos, su posición en la tabla general será determinada atendiendo a los siguientes criterios de desempate:
1. Mayor diferencia positiva general de goles. Este resultado se obtiene mediante la sumatoria de los goles anotados a todos los rivales, en cada campeonato menos los goles recibidos de estos.
2. Mayor cantidad de goles a favor, anotados a todos los rivales dentro de la misma competencia.
3. Mejor puntuación particular que hayan conseguido en las confrontaciones particulares entre ellos mismos.
4. Mayor diferencia positiva particular de goles, la cual se obtiene sumando los goles de los equipos empatados y restándole los goles recibidos.
5. Mayor cantidad de goles a favor que hayan conseguido en las confrontaciones entre ellos mismos.
6. Como última alternativa, el comité de competición realizaría un sorteo para el desempate.

### Fase final
Los ocho clubes calificados para esta fase del torneo serán reubicados de acuerdo con el lugar que ocupen en la tabla de grupo al término de la jornada 10, con los puestos de los números uno y dos a los clubes clasificados directamente, con la inclusión de dos equipos que finalizaron mejores terceros. Los partidos a esta fase se desarrollarán a visita, en las siguientes etapas:
- Cuartos de final
- Semifinales
- Final

Los clubes vencedores en los partidos de cuartos de final y semifinal serán aquellos que en los dos juegos anoten el mayor número de goles. El club vencedor de la final y por lo tanto campeón, será aquel que en los dos partidos anote el mayor número de goles. Para todas las series, si al término del tiempo reglamentario el partido está empatado, se agregarán dos tiempos extras de 15 minutos cada uno. De persistir el empate en estos periodos, se procederá a lanzar tiros penales hasta que resulte un vencedor.
Los partidos de cuartos de final se jugarán de la siguiente manera:

## Equipos participantes

### Equipos por provincia
Para la temporada 2020-21, la provincia con más equipos en la Primera División es San José con seis.
| Uruguay Escazuceña Carmelita San Ramón Turrialba Puntarenas Liberia Consultants Guanacasteca Garabito Barrio México Marineros Golfito Palmares Aserrí Santa Ana Cariari Santa Rosa |

| Provincia  | N.º | Equipos                                                                    |
| ---------- | --- | -------------------------------------------------------------------------- |
| San José   | 6   | Aserrí, Barrio México, Escazuceña, Fútbol Consultants, Santa Ana y Uruguay |
| Puntarenas | 4   | Garabito, Golfito, Marineros y Puntarenas                                  |
| Alajuela   | 3   | Carmelita, COFUTPA y San Ramón                                             |
| Guanacaste | 3   | Guanacasteca, Liberia y Santa Rosa                                         |
| Cartago    | 1   | Turrialba                                                                  |
| Limón      | 1   | Cariari                                                                    |

### Ascensos y descensos
| Pos. | Descendido de 1.ª División |
| ---- | -------------------------- |
| 12.º | La U Universitarios        |

| Pos. | Ascendido a 1.ª División |
| ---- | ------------------------ |
| 1.º  | Sporting F. C.           |

| Pos. | Descendido de 2.ª División |
| ---- | -------------------------- |
| 17.º | Curridabat F. C.           |

| Pos. | Ascendido a 2.ª División |
| ---- | ------------------------ |
| 1.º  | A. D. Cariari            |

## Equipos

### Datos de los equipos
| Equipo        | Ciudad                 | Entrenador             | Fundación      | Estadio                    | Aforo | Transmisión |
| ------------- | ---------------------- | ---------------------- | -------------- | -------------------------- | ----- | ----------- |
| Aserrí        | Aserrí                 | Mauricio Wright        | 1940 (80 años) | ST Center                  | 2 500 |             |
| Barrio México | Pavas                  | Hugo Viegas            | 1948 (72 años) | Ernesto Rohrmoser          | 3 000 |             |
| Cariari       | Cariari                | Bernardo Veach         | 1972 (48 años) | Comunal de Cariari         | 1 200 |             |
| Carmelita     | Alajuela               | Luis Carlos Mejía      | 1948 (72 años) | Rafael Bolaños             | 2 400 |             |
| COFUTPA       | Palmares               | Rolando Araya          | 2012 (8 años)  | "Palmareño" Solís          | 4 000 |             |
| Consultants   | Desamparados           | Edson Soto             | 2017 (3 años)  | "Cuty" Monge               | 5 500 |             |
| Escazuceña    | Escazú                 | Mauricio Montero       | 2000 (20 años) | Nicolás Masís              | 3 000 |             |
| Garabito      | Garabito               | Édgar Carvajal         | 2019 (1 años)  | Municipal de Jacó          | 1 000 |             |
| Golfito       | Golfito                | Roberto Castro         | 2011 (9 años)  | Polideportivo de Río Claro | 1 000 |             |
| Guanacasteca  | Nicoya                 | Minor Díaz             | 1973 (47 años) | Chorotega                  | 4 000 |             |
| Liberia       | Liberia                | Christian Oviedo       | 1977 (43 años) | Edgardo Baltodano          | 5 797 |             |
| Marineros     | Puntarenas             | Henry Duarte           | 2020 (0 años)  | "Lito" Pérez               | 4 105 |             |
| Puntarenas    | Puntarenas             | Roberto Wong           | 2004 (16 años) | "Lito" Pérez               | 4 105 |             |
| San Ramón     | San Ramón              | Rolando Villalobos     | 2013 (7 años)  | Guillermo Vargas           | 2 500 |             |
| Santa Ana     | Santa Ana              | Kenneth Barrantes      | 1993 (27 años) | Municipal de Piedades      | 2 000 |             |
| Santa Rosa    | Santa Rosa             | Marco Vinicio Martínez | 2004 (16 años) | Santa Cruz                 | 2 000 |             |
| Turrialba     | Turrialba              | Rodolfo Rodríguez      | 1940 (80 años) | Rafael Camacho             | 4 500 |             |
| Uruguay       | San Isidro de Coronado | Julio Méndez           | 1936 (84 años) | El Labrador                | 2 500 |             |

Datos actualizados al 4 de octubre de 2020.

#### Relevo de entrenadores
| Equipo        | Entrenador (Jornadas)           | Posición en la tabla | Entrenador entrante | Fecha de nombramiento |
| ------------- | ------------------------------- | -------------------- | ------------------- | --------------------- |
| Consultants   | Minor Díaz (pretemporada)       | Pretemporada         | Edson Soto          | 19 de junio           |
| Guanacasteca  | Randall Chacón (pretemporada)   | Pretemporada         | Minor Díaz          | 23 de junio           |
| Carmelita     | Vinicio Alvarado (pretemporada) | Pretemporada         | Luis Carlos Mejía   | 23 de junio           |
| Barrio México | Mauricio Wright (pretemporada)  | Pretemporada         | Hugo Viegas         | 13 de julio           |
| Escazuceña    | Cristian Salomón (pretemporada) | Pretemporada         | Mauricio Montero    | 28 de julio           |
| Liberia       | Miguel Ulecia (pretemporada)    | Pretemporada         | Christian Oviedo    | 9 de septiembre       |
| Turrialba     | Walter Solano (1-5)             | 6 °C                 | Rodolfo Rodríguez   | 4 de octubre          |

## Estadios
Debido a los requisitos exigidos dentro del protocolo del Ministerio de Salud, el certamen se jugará únicamente en seis estadios habilitados y sin presencia de aficionados.
|                                                                        |                                                                         |                                                          |
|                                                                        |                                                                         |                                                          |
| Estadio Edgardo Baltodano Ciudad: Liberia, Guanacaste Capacidad: 5 797 | Estadio "Coyella" Fonseca Ciudad: Goicoechea, San José Capacidad: 4 200 | Estadio "Lito" Pérez Ciudad: Puntarenas Capacidad: 4 105 |
|                                                                        |                                                                         |                                                          |
| Estadio El Labrador Ciudad: Coronado, San José Capacidad: 2 500        | Estadio Guillermo Vargas Ciudad: San Ramón, Alajuela Capacidad: 2 500   | Estadio Rafael Bolaños Ciudad: Alajuela Capacidad: 2 400 |

## Fase de clasificación

### Tabla de posiciones

#### Grupo A
| Pos. | Equipo                  | Pts. | PJ | G | E | P | GF | GC | Dif. |  |
| ---- | ----------------------- | ---- | -- | - | - | - | -- | -- | ---- |  |
| 1    | Municipal Liberia       | 17   | 10 | 5 | 2 | 3 | 14 | 11 | +3   |  |
| 2    | A. D. Guanacasteca      | 15   | 10 | 3 | 6 | 1 | 12 | 9  | +3   |  |
| 3    | Puntarenas F. C.        | 14   | 10 | 3 | 5 | 2 | 11 | 11 | 0    |  |
| 4    | Marineros de Puntarenas | 12   | 10 | 2 | 6 | 2 | 12 | 13 | −1   |  |
| 5    | Municipal Garabito      | 11   | 10 | 2 | 5 | 3 | 11 | 13 | −2   |  |
| 6    | A. D. Santa Rosa        | 7    | 10 | 1 | 4 | 5 | 11 | 14 | −3   |  |

Actualizado a los partidos jugados el 15 de noviembre de 2020.
 Fuente: Liga de Ascenso
|  | Clasifica a cuartos de final. |
|  | Último lugar.                 |

#### Grupo B
| Pos. | Equipo                    | Pts. | PJ | G | E | P | GF | GC | Dif. |  |
| ---- | ------------------------- | ---- | -- | - | - | - | -- | -- | ---- |  |
| 1    | A. D. COFUTPA             | 17   | 10 | 5 | 2 | 3 | 15 | 10 | +5   |  |
| 2    | A. D. Cariari             | 17   | 10 | 5 | 2 | 3 | 14 | 12 | +2   |  |
| 3    | A. D. Juventud Escazuceña | 15   | 10 | 4 | 3 | 3 | 12 | 11 | +1   |  |
| 4    | A. D. Carmelita           | 12   | 10 | 3 | 3 | 4 | 9  | 10 | −1   |  |
| 5    | Municipal San Ramón       | 11   | 10 | 3 | 2 | 5 | 10 | 13 | −3   |  |
| 6    | Municipal Santa Ana       | 10   | 10 | 2 | 4 | 4 | 10 | 14 | −4   |  |

Actualizado a los partidos jugados el 15 de noviembre de 2020.
 Fuente: Liga de Ascenso
|  | Clasifica a cuartos de final.                    |
|  | Clasifica a cuartos de final como mejor tercero. |
|  | Último lugar.                                    |

#### Grupo C
| Pos. | Equipo                    | Pts. | PJ | G | E | P | GF | GC | Dif. |  |
| ---- | ------------------------- | ---- | -- | - | - | - | -- | -- | ---- |  |
| 1    | A. D. C. Barrio México    | 20   | 10 | 6 | 2 | 2 | 13 | 7  | +6   |  |
| 2    | Fútbol Consultants        | 18   | 10 | 5 | 3 | 2 | 18 | 10 | +8   |  |
| 3    | Puerto Golfito F. C.      | 14   | 10 | 3 | 5 | 2 | 13 | 9  | +4   |  |
| 4    | Aserrí F. C.              | 13   | 10 | 3 | 4 | 3 | 11 | 13 | −2   |  |
| 5    | C. S. Uruguay de Coronado | 11   | 10 | 3 | 2 | 5 | 12 | 14 | −2   |  |
| 6    | Municipal Turrialba       | 5    | 10 | 1 | 2 | 7 | 7  | 21 | −14  |  |

Actualizado a los partidos jugados el 15 de noviembre de 2020.
 Fuente: Liga de Ascenso
|  | Clasifica a cuartos de final.                    |
|  | Clasifica a cuartos de final como mejor tercero. |
|  | Último lugar.                                    |

### Evolución de la clasificación
| Grupo A                   |   |   |   |   |   |   |   |   |   |   |
| Liberia                   | 6 | 1 | 2 | 1 | 2 | 1 | 1 | 1 | 1 | 1 |
| A. D. Guanacasteca        | 2 | 2 | 1 | 2 | 1 | 2 | 2 | 2 | 2 | 2 |
| Puntarenas                | 4 | 4 | 4 | 3 | 3 | 3 | 4 | 5 | 4 | 3 |
| Marineros                 | 1 | 3 | 3 | 5 | 5 | 6 | 3 | 3 | 5 | 4 |
| Municipal Garabito        | 3 | 5 | 5 | 4 | 4 | 4 | 5 | 4 | 3 | 5 |
| A. D. Santa Rosa          | 5 | 6 | 6 | 6 | 6 | 5 | 6 | 6 | 6 | 6 |
| Grupo B                   |   |   |   |   |   |   |   |   |   |   |
| A. D. COFUTPA             | 5 | 5 | 2 | 1 | 1 | 1 | 1 | 1 | 1 | 1 |
| A. D. Cariari             | 3 | 3 | 1 | 2 | 2 | 2 | 2 | 2 | 2 | 2 |
| A. D. Juventud Escazuceña | 2 | 1 | 3 | 4 | 4 | 4 | 4 | 5 | 3 | 3 |
| A. D. Carmelita           | 1 | 2 | 4 | 6 | 6 | 6 | 6 | 6 | 6 | 4 |
| Municipal San Ramón       | 6 | 6 | 6 | 5 | 5 | 5 | 5 | 4 | 4 | 5 |
| Municipal Santa Ana       | 4 | 4 | 5 | 3 | 3 | 3 | 3 | 3 | 5 | 6 |
| Grupo C                   |   |   |   |   |   |   |   |   |   |   |
| A. D. C. Barrio México    | 6 | 3 | 1 | 1 | 3 | 4 | 2 | 2 | 1 | 1 |
| Fútbol Consultants        | 2 | 1 | 2 | 3 | 1 | 1 | 1 | 1 | 2 | 2 |
| Puerto Golfito F. C.      | 3 | 4 | 4 | 4 | 5 | 2 | 3 | 3 | 3 | 3 |
| Aserrí F. C.              | 5 | 5 | 3 | 2 | 4 | 3 | 5 | 4 | 4 | 4 |
| C. S. Uruguay de Coronado | 1 | 2 | 5 | 5 | 2 | 5 | 4 | 5 | 5 | 5 |
| Municipal Turrialba       | 4 | 6 | 6 | 6 | 6 | 6 | 6 | 6 | 6 | 6 |

## Resultados
- Los horarios corresponden al tiempo de Costa Rica (UTC-6).
- El calendario de los partidos se dio a conocer el 26 de agosto.[13]

| Jornada 1                 | Jornada 1 | Jornada 1                 | Jornada 1        | Jornada 1        | Jornada 1 | Jornada 1           | Jornada 1   |
| Local                     | Resultado | Visitante                 | Estadio          | Fecha            | Hora      | Árbitro             | Transmisión |
| ------------------------- | --------- | ------------------------- | ---------------- | ---------------- | --------- | ------------------- | ----------- |
| Aserrí F. C.              | 0 - 1     | Puerto Golfito F. C.      | El Labrador      | 31 de agosto     | 19:00     | José Daniel Montero |             |
| Municipal Turrialba       | 1 - 2     | Fútbol Consultants        | El Labrador      | 5 de septiembre  | 14:00     | Raúl Eduarte        |             |
| A. D. Carmelita           | 1 - 2     | A. D. Juventud Escazuceña | Rafael Bolaños   | 5 de septiembre  | 19:00     | Josué Ugalde        |             |
| Municipal San Ramón       | 1 - 2     | A. D. Cariari             | Guillermo Vargas | 6 de septiembre  | 11:00     | Carlos Salazar      |             |
| C. S. Uruguay de Coronado | 2 - 0     | A. D. C. Barrio México    | El Labrador      | 7 de septiembre  | 19:00     | Ariel Cordero       |             |
| Puntarenas F. C.          | 1 - 1     | Municipal Garabito        | "Lito" Pérez     | 9 de septiembre  | 15:00     | Marco Antonio Guido |             |
| Municipal Santa Ana       | 1 - 0     | A. D. COFUTPA             | Rafael Bolaños   | 9 de septiembre  | 20:00     | Kevin Ruiz          |             |
| Marineros de Puntarenas   | 2 - 2     | A. D. Guanacasteca        | "Lito" Pérez     | 10 de septiembre | 15:00     | Isaac Mendoza       |             |
| Municipal Liberia         | 3 - 2     | A. D. Santa Rosa          | "Lito" Pérez     | 21 de octubre    | 11:00     | Roger Vindas        |             |
| Total de goles: 24        |           |                           |                  |                  |           |                     |             |

| Jornada 2                 | Jornada 2 | Jornada 2                 | Jornada 2         | Jornada 2        | Jornada 2 | Jornada 2          | Jornada 2   |
| Local                     | Resultado | Visitante                 | Estadio           | Fecha            | Hora      | Árbitro            | Transmisión |
| ------------------------- | --------- | ------------------------- | ----------------- | ---------------- | --------- | ------------------ | ----------- |
| A. D. Cariari             | 0 - 0     | A. D. Carmelita           | Guillermo Vargas  | 12 de septiembre | 11:00     | César Orozco       |             |
| A. D. COFUTPA             | 2 - 1     | Municipal San Ramón       | Guillermo Vargas  | 13 de septiembre | 11:00     | Reinaldo Sequeira  |             |
| Municipal Garabito        | 1 - 2     | Municipal Liberia         | "Lito" Pérez      | 13 de septiembre | 15:00     | Steven Madrigal    |             |
| A. D. C. Barrio México    | 3 - 0     | Municipal Turrialba       | "Coyella" Fonseca | 14 de septiembre | 13:00     | Jesús Montero      |             |
| A. D. Juventud Escazuceña | 3 - 2     | Municipal Santa Ana       | Rafael Bolaños    | 14 de septiembre | 19:00     | Geiner Zúñiga      |             |
| Fútbol Consultants        | 5 - 1     | Aserrí F. C.              | "Coyella" Fonseca | 30 de septiembre | 11:00     | Cristian Hernández |             |
| Puerto Golfito F. C.      | 4 - 0     | C. S. Uruguay de Coronado | "Coyella" Fonseca | 7 de octubre     | 14:00     | Isaac Mendoza      |             |
| A. D. Guanacasteca        | 0 - 0     | Puntarenas F. C.          | Chorotega         | 28 de octubre    | 14:00     | Reinaldo Sequeira  |             |
| A. D. Santa Rosa          | 1 - 1     | Marineros de Puntarenas   | Chorotega         | 29 de octubre    | 12:00     | Geiner Zúñiga      |             |
| Total de goles: 26        |           |                           |                   |                  |           |                    |             |

| Jornada 3                 | Jornada 3 | Jornada 3                 | Jornada 3         | Jornada 3        | Jornada 3 | Jornada 3           | Jornada 3   |
| Local                     | Resultado | Visitante                 | Estadio           | Fecha            | Hora      | Árbitro             | Transmisión |
| ------------------------- | --------- | ------------------------- | ----------------- | ---------------- | --------- | ------------------- | ----------- |
| Municipal Garabito        | 1 - 1     | A. D. Santa Rosa          | "Lito" Pérez      | 18 de septiembre | 18:00     | Kevin Ruiz          |             |
| A. D. Carmelita           | 0 - 2     | A. D. COFUTPA             | Rafael Bolaños    | 19 de septiembre | 11:00     | Roger Vindas        |             |
| A. D. Cariari             | 1 - 0     | A. D. Juventud Escazuceña | Guillermo Vargas  | 19 de septiembre | 11:00     | Rubén Palma         |             |
| Puntarenas F. C.          | 0 - 0     | Marineros de Puntarenas   | "Lito" Pérez      | 19 de septiembre | 15:00     | Jesús Montero       |             |
| Municipal San Ramón       | 2 - 1     | Municipal Santa Ana       | Guillermo Vargas  | 20 de septiembre | 11:00     | Steven Madrigal     |             |
| Municipal Turrialba       | 2 - 1     | Puerto Golfito F. C.      | El Labrador       | 20 de septiembre | 11:00     | Diego Cantillo      |             |
| Municipal Liberia         | 0 - 1     | A. D. Guanacasteca        | Edgardo Baltodano | 20 de septiembre | 13:00     | Geiner Zúñiga       |             |
| A. D. C. Barrio México    | 1 - 0     | Fútbol Consultants        | "Coyella" Fonseca | 21 de septiembre | 13:00     | José Daniel Montero |             |
| C. S. Uruguay de Coronado | 0 - 2     | Aserrí F. C.              | El Labrador       | 21 de septiembre | 19:00     | Josué Ugalde        |             |
| Total de goles: 15        |           |                           |                   |                  |           |                     |             |

| Jornada 4                 | Jornada 4 | Jornada 4                 | Jornada 4         | Jornada 4        | Jornada 4 | Jornada 4           | Jornada 4   |
| Local                     | Resultado | Visitante                 | Estadio           | Fecha            | Hora      | Árbitro             | Transmisión |
| ------------------------- | --------- | ------------------------- | ----------------- | ---------------- | --------- | ------------------- | ----------- |
| C. S. Uruguay de Coronado | 2 - 3     | Fútbol Consultants        | El Labrador       | 14 de septiembre | 14:00     | Diego Cantillo      |             |
| A. D. COFUTPA             | 2 - 1     | A. D. Cariari             | Guillermo Vargas  | 26 de septiembre | 11:00     | Isaac Mendoza       |             |
| A. D. Guanacasteca        | 2 - 2     | Municipal Garabito        | Chorotega         | 26 de septiembre | 14:00     | José Daniel Montero |             |
| Puntarenas F. C.          | 2 - 1     | A. D. Santa Rosa          | "Lito" Pérez      | 26 de septiembre | 15:00     | Josué Ugalde        |             |
| Municipal Santa Ana       | 2 - 0     | A. D. Carmelita           | Rafael Bolaños    | 26 de septiembre | 18:00     | Jesús Montero       |             |
| Municipal San Ramón       | 1 - 0     | A. D. Juventud Escazuceña | Guillermo Vargas  | 27 de septiembre | 11:00     | Roger Vindas        |             |
| Aserrí F. C.              | 1 - 0     | Municipal Turrialba       | "Coyella" Fonseca | 27 de septiembre | 14:00     | Pablo Camacho       |             |
| Marineros de Puntarenas   | 1 - 2     | Municipal Liberia         | "Lito" Pérez      | 27 de septiembre | 15:00     | Roy Monge           |             |
| Puerto Golfito F. C.      | 1 - 1     | A. D. C. Barrio México    | "Coyella" Fonseca | 21 de octubre    | 14:00     | Esteban Fallas      |             |
| Total de goles: 24        |           |                           |                   |                  |           |                     |             |

| Jornada 5                 | Jornada 5 | Jornada 5                 | Jornada 5         | Jornada 5      | Jornada 5 | Jornada 5           | Jornada 5   |
| Local                     | Resultado | Visitante                 | Estadio           | Fecha          | Hora      | Árbitro             | Transmisión |
| ------------------------- | --------- | ------------------------- | ----------------- | -------------- | --------- | ------------------- | ----------- |
| A. D. Carmelita           | 3 - 1     | Municipal San Ramón       | Rafael Bolaños    | 29 de agosto   | 10:00     | Jesús Montero       |             |
| Municipal Garabito        | 0 - 0     | Marineros de Puntarenas   | "Lito" Pérez      | 2 de octubre   | 18:00     | Diego Céspedes      |             |
| Municipal Turrialba       | 0 - 4     | C. S. Uruguay de Coronado | El Labrador       | 3 de octubre   | 15:00     | Iván Cerdas         |             |
| A. D. Cariari             | 1 - 1     | Municipal Santa Ana       | Guillermo Vargas  | 4 de octubre   | 11:00     | Kevin Ruiz          |             |
| A. D. Santa Rosa          | 1 - 1     | A. D. Guanacasteca        | Chorotega         | 4 de octubre   | 14:00     | Cristian Hernández  |             |
| A. D. Juventud Escazuceña | 1 - 1     | A. D. COFUTPA             | Rafael Bolaños    | 21 de octubre  | 20:00     | José Daniel Montero |             |
| Fútbol Consultants        | 1 - 1     | Puerto Golfito F. C.      | "Coyella" Fonseca | 28 de octubre  | 11:00     | Danny Lobo          |             |
| A. D. C. Barrio México    | 2 - 1     | Aserrí F. C.              | "Colleya" Fonseca | 28 de octubre  | 18:00     | Steven Madrigal     |             |
| Municipal Liberia         | 0 - 0     | Puntarenas F. C.          | Chorotega         | 5 de noviembre | 11:00     | Geiner Zúñiga       |             |
| Total de goles: 18        |           |                           |                   |                |           |                     |             |

| Jornada 6                 | Jornada 6 | Jornada 6                 | Jornada 6         | Jornada 6       | Jornada 6 | Jornada 6       | Jornada 6   |
| Local                     | Resultado | Visitante                 | Estadio           | Fecha           | Hora      | Árbitro         | Transmisión |
| ------------------------- | --------- | ------------------------- | ----------------- | --------------- | --------- | --------------- | ----------- |
| Puerto Golfito F. C.      | 1 - 1     | Aserrí F. C.              | "Coyella" Fonseca | 10 de octubre   | 14:00     | Pablo Camacho   |             |
| A. D. COFUTPA             | 3 - 0     | Municipal Santa Ana       | Guillermo Vargas  | 11 de octubre   | 11:00     | Yeudi Rojas     |             |
| A. D. Santa Rosa          | 1 - 1     | Municipal Liberia         | Chorotega         | 12 de octubre   | 14:00     | Diego Céspedes  |             |
| A. D. Guanacasteca        | 1 - 1     | Marineros de Puntarenas   | Chorotega         | 21 de octubre   | 11:00     | Josué Ugalde    |             |
| A. D. Cariari             | 2 - 4     | Municipal San Ramón       | Rafael Bolaños    | 4 de noviembre  | 18:00     | Steven Madrigal |             |
| A. D. C. Barrio México    | 1 - 0     | C. S. Uruguay de Coronado | "Colleya" Fonseca | 5 de noviembre  | 19:00     | Rigo Prendas    |             |
| Fútbol Consultants        | 3 - 1     | Municipal Turrialba       | "Colleya" Fonseca | 6 de noviembre  | 19:00     | William Mattus  |             |
| Municipal Garabito        | 3 - 2     | Puntarenas F. C.          | Chorotega         | 8 de noviembre  | 11:00     | Josué Ugalde    |             |
| A. D. Juventud Escazuceña | 0 - 0     | A. D. Carmelita           | Rafael Bolaños    | 12 de noviembre | 13:30     | Raúl Eduarte    |             |
| Total de goles: 25        |           |                           |                   |                 |           |                 |             |

| Jornada 7                 | Jornada 7 | Jornada 7                 | Jornada 7         | Jornada 7       | Jornada 7 | Jornada 7       | Jornada 7   |
| Local                     | Resultado | Visitante                 | Estadio           | Fecha           | Hora      | Árbitro         | Transmisión |
| ------------------------- | --------- | ------------------------- | ----------------- | --------------- | --------- | --------------- | ----------- |
| C. S. Uruguay de Coronado | 1 - 1     | Puerto Golfito F. C.      | El Labrador       | 16 de octubre   | 18:00     | Marianela Araya |             |
| Municipal Santa Ana       | 1 - 1     | A. D. Juventud Escazuceña | Rafael Bolaños    | 17 de octubre   | 13:00     | Diego Cantillo  |             |
| Municipal San Ramón       | 0 - 0     | A. D. COFUTPA             | Guillermo Vargas  | 18 de octubre   | 11:00     | Ariel Cordero   |             |
| Municipal Turrialba       | 0 - 2     | A. D. C. Barrio México    | "Coyella" Fonseca | 18 de octubre   | 11:00     | Marco Guido     |             |
| Municipal Liberia         | 1 - 0     | Municipal Garabito        | Chorotega         | 18 de octubre   | 11:00     | Josué Ugalde    |             |
| A. D. Carmelita           | 0 - 1     | A. D. Cariari             | Rafael Bolaños    | 18 de octubre   | 15:00     | Isaac Mendoza   |             |
| Marineros de Puntarenas   | 3 - 2     | A. D. Santa Rosa          | "Lito" Pérez      | 18 de octubre   | 15:00     | Brayan Cascante |             |
| Aserrí F. C.              | 1 - 1     | Fútbol Consultants        | El Labrador       | 21 de octubre   | 13:00     | Isaac Mendoza   |             |
| Puntarenas F. C.          | 0 - 3     | A. D. Guanacasteca        | "Lito" Pérez      | 11 de noviembre | 15:00     | Steven Madrigal |             |
| Total de goles: 18        |           |                           |                   |                 |           |                 |             |

| Jornada 8                 | Jornada 8 | Jornada 8                 | Jornada 8         | Jornada 8      | Jornada 8 | Jornada 8       | Jornada 8   |
| Local                     | Resultado | Visitante                 | Estadio           | Fecha          | Hora      | Árbitro         | Transmisión |
| ------------------------- | --------- | ------------------------- | ----------------- | -------------- | --------- | --------------- | ----------- |
| A. D. Guanacasteca        | 1 - 0     | Municipal Liberia         | Chorotega         | 24 de octubre  | 11:00     | Brayan Cascante |             |
| Marineros de Puntarenas   | 1 - 1     | Puntarenas F. C.          | "Lito" Pérez      | 24 de octubre  | 15:00     | Diego Cantillo  |             |
| Municipal Santa Ana       | 0 - 0     | Municipal San Ramón       | Rafael Bolaños    | 24 de octubre  | 15:00     | Isaac Mendoza   |             |
| Aserrí F. C.              | 1 - 1     | C. S. Uruguay de Coronado | "Coyella" Fonseca | 24 de octubre  | 19:00     | Anthony Bravo   |             |
| A. D. Juventud Escazuceña | 0 - 3     | A. D. Cariari             | Rafael Bolaños    | 25 de octubre  | 11:00     | Roger Vindas    |             |
| Fútbol Consultants        | 1 - 1     | A. D. C. Barrio México    | "Coyella" Fonseca | 25 de octubre  | 11:00     | Rubén Palma     |             |
| A. D. Santa Rosa          | 0 - 1     | Municipal Garabito        | Chorotega         | 25 de octubre  | 12:00     | Jesús Montero   |             |
| Puerto Golfito F. C.      | 2 - 2     | Municipal Turrialba       | "Coyella" Fonseca | 25 de octubre  | 16:00     | Diego Céspedes  |             |
| A. D. COFUTPA             | 1 - 2     | A. D. Carmelita           | Rafael Bolaños    | 8 de noviembre | 11:00     | Steven Madrigal |             |
| Total de goles: 18        |           |                           |                   |                |           |                 |             |

| Jornada 9                 | Jornada 9 | Jornada 9                 | Jornada 9         | Jornada 9       | Jornada 9 | Jornada 9         | Jornada 9   |
| Local                     | Resultado | Visitante                 | Estadio           | Fecha           | Hora      | Árbitro           | Transmisión |
| ------------------------- | --------- | ------------------------- | ----------------- | --------------- | --------- | ----------------- | ----------- |
| Municipal Turrialba       | 1 - 1     | Aserrí F. C.              | "Colleya" Fonseca | 31 de octubre   | 11:00     | Marianela Araya   |             |
| Municipal Liberia         | 3 - 0     | Marineros de Puntarenas   | Chorotega         | 31 de octubre   | 12:00     | Carlos Salazar    |             |
| Fútbol Consultants        | 2 - 0     | C. S. Uruguay de Coronado | "Colleya" Fonseca | 1 de noviembre  | 11:00     | Josué Ugalde      |             |
| A. D. Santa Rosa          | 0 - 1     | Puntarenas F. C.          | Chorotega         | 1 de noviembre  | 12:00     | Rigo Prendas      |             |
| Municipal Garabito        | 1 - 1     | A. D. Guanacasteca        | "Lito" Pérez      | 1 de noviembre  | 15:00     | Steven Madrigal   |             |
| A. D. C. Barrio México    | 1 - 0     | Puerto Golfito F. C.      | "Colleya" Fonseca | 1 de noviembre  | 16:00     | Reinaldo Sequeira |             |
| A. D. Carmelita           | 1 - 1     | Municipal Santa Ana       | Rafael Bolaños    | 4 de noviembre  | 13:00     | Josué Ugalde      |             |
| A. D. Juventud Escazuceña | 1 - 0     | Municipal San Ramón       | Rafael Bolaños    | 9 de noviembre  | 13:30     | Carlos Salazar    |             |
| A. D. Cariari             | 0 - 3     | A. D. COFUTPA             | Rafael Bolaños    | 11 de noviembre | 15:00     | Reinaldo Sequeira |             |
| Total de goles: 17        |           |                           |                   |                 |           |                   |             |

| Jornada 10                | Jornada 10 | Jornada 10                | Jornada 10        | Jornada 10      | Jornada 10 | Jornada 10         | Jornada 10  |
| Local                     | Resultado  | Visitante                 | Estadio           | Fecha           | Hora       | Árbitro            | Transmisión |
| ------------------------- | ---------- | ------------------------- | ----------------- | --------------- | ---------- | ------------------ | ----------- |
| Puntarenas F. C.          | 4 - 2      | Municipal Liberia         | "Lito" Pérez      | 15 de noviembre | 12:00      | Reinaldo Sequeira  |             |
| A. D. Guanacasteca        | 0 - 2      | A. D. Santa Rosa          | Chorotega         | 15 de noviembre | 12:00      | Josué Ugalde       |             |
| Marineros de Puntarenas   | 3 - 1      | Municipal Garabito        | Edgardo Baltodano | 15 de noviembre | 12:00      | Danny Lobo         |             |
| Municipal San Ramón       | 0 - 2      | A. D. Carmelita           | Guillermo Vargas  | 15 de noviembre | 12:00      | Cristian Rodríguez |             |
| A. D. COFUTPA             | 1 - 4      | A. D. Juventud Escazuceña | Rafael Bolaños    | 15 de noviembre | 12:00      | Cristian Hernández |             |
| Municipal Santa Ana       | 1 - 3      | A. D. Cariari             | Nicolás Masís     | 15 de noviembre | 12:00      | Rigo Prendas       |             |
| C. S. Uruguay de Coronado | 2 - 0      | Municipal Turrialba       | El Labrador       | 15 de noviembre | 12:00      | Steven Madrigal    |             |
| Puerto Golfito F. C.      | 1 - 0      | Fútbol Consultants        | "Colleya" Fonseca | 15 de noviembre | 12:00      | Isaac Mendoza      |             |
| Aserrí F. C.              | 2 - 1      | A. D. C. Barrio México    | ST Center         | 15 de noviembre | 12:00      | Diego Cantillo     |             |
| Total de goles: 29        |            |                           |                   |                 |            |                    |             |

## Fase final

### Cuadro de desarrollo
|  | Cuartos de final                                         | Cuartos de final                                         | Cuartos de final                                         | Cuartos de final                                         | Cuartos de final                                         |   |    | Semifinales                                            | Semifinales                                            | Semifinales                                            | Semifinales                                            | Semifinales                                            |  |    | Final                                          | Final                                          | Final                                          | Final                                          | Final                                          |  |
|  | 21 y 22 de noviembre (ida) 24 y 25 de noviembre (vuelta) | 21 y 22 de noviembre (ida) 24 y 25 de noviembre (vuelta) | 21 y 22 de noviembre (ida) 24 y 25 de noviembre (vuelta) | 21 y 22 de noviembre (ida) 24 y 25 de noviembre (vuelta) | 21 y 22 de noviembre (ida) 24 y 25 de noviembre (vuelta) |   |    | 28 y 29 de noviembre (ida) 5 y 6 de diciembre (vuelta) | 28 y 29 de noviembre (ida) 5 y 6 de diciembre (vuelta) | 28 y 29 de noviembre (ida) 5 y 6 de diciembre (vuelta) | 28 y 29 de noviembre (ida) 5 y 6 de diciembre (vuelta) | 28 y 29 de noviembre (ida) 5 y 6 de diciembre (vuelta) |  |    | 13 de diciembre (ida) 20 de diciembre (vuelta) | 13 de diciembre (ida) 20 de diciembre (vuelta) | 13 de diciembre (ida) 20 de diciembre (vuelta) | 13 de diciembre (ida) 20 de diciembre (vuelta) | 13 de diciembre (ida) 20 de diciembre (vuelta) |  |
|  |                                                          |                                                          |                                                          |                                                          |                                                          |   |    |                                                        |                                                        |                                                        |                                                        |                                                        |  |    |                                                |                                                |                                                |                                                |                                                |  |
|  |                                                          |                                                          |                                                          |                                                          |                                                          |   |    |                                                        |                                                        |                                                        |                                                        |                                                        |  |    |                                                |                                                |                                                |                                                |                                                |  |
|  | 1°A                                                      | Municipal Liberia                                        | 1                                                        | 2                                                        | 3                                                        |   |    |                                                        |                                                        |                                                        |                                                        |                                                        |  |    |                                                |                                                |                                                |                                                |                                                |  |
|  | 1°A                                                      | Municipal Liberia                                        | 1                                                        | 2                                                        | 3                                                        |   |    |                                                        |                                                        |                                                        |                                                        |                                                        |  |    |                                                |                                                |                                                |                                                |                                                |  |
|  | 2°B                                                      | A. D. Cariari                                            | 2                                                        | 2                                                        | 4                                                        |   |    |                                                        |                                                        |                                                        |                                                        |                                                        |  |    |                                                |                                                |                                                |                                                |                                                |  |
|  | 2°B                                                      | A. D. Cariari                                            | 2                                                        | 2                                                        | 4                                                        |   | C1 | A. D. Cariari                                          | 0                                                      | 2                                                      | 2                                                      |                                                        |  |    |                                                |                                                |                                                |                                                |                                                |  |
|  |                                                          |                                                          |                                                          |                                                          |                                                          |   | C1 | A. D. Cariari                                          | 0                                                      | 2                                                      | 2                                                      |                                                        |  |    |                                                |                                                |                                                |                                                |                                                |  |
|  |                                                          |                                                          | C3                                                       | Puerto Golfito F. C.                                     | 2                                                        | 2 | 4  |                                                        |                                                        |                                                        |                                                        |                                                        |  |    |                                                |                                                |                                                |                                                |                                                |  |
|  | 1 °C                                                     | A. D. C. Barrio México                                   | C3                                                       | Puerto Golfito F. C.                                     | 2                                                        | 2 | 4  | 0                                                      | 1                                                      | 1                                                      |                                                        |                                                        |  |    |                                                |                                                |                                                |                                                |                                                |  |
|  | 1 °C                                                     | A. D. C. Barrio México                                   |                                                          |                                                          |                                                          |   |    |                                                        |                                                        | 1                                                      |                                                        |                                                        |  |    |                                                |                                                |                                                |                                                |                                                |  |
|  | 2°3°                                                     | Puerto Golfito F. C.                                     | 1                                                        | 1                                                        | 2                                                        |   |    |                                                        |                                                        |                                                        |                                                        |                                                        |  |    |                                                |                                                |                                                |                                                |                                                |  |
|  | 2°3°                                                     | Puerto Golfito F. C.                                     | 1                                                        | 1                                                        | 2                                                        |   |    |                                                        |                                                        |                                                        |                                                        |                                                        |  | F1 | Puerto Golfito F. C.                           | 0                                              | 1                                              | 1                                              |                                                |  |
|  |                                                          |                                                          |                                                          |                                                          |                                                          |   |    |                                                        |                                                        |                                                        |                                                        |                                                        |  | F1 | Puerto Golfito F. C.                           | 0                                              | 1                                              | 1                                              |                                                |  |
|  |                                                          |                                                          | F2                                                       | A. D. Guanacasteca                                       | 1                                                        | 2 | 3  |                                                        |                                                        |                                                        |                                                        |                                                        |  |    |                                                |                                                |                                                |                                                |                                                |  |
|  | 3°                                                       | A. D. Escazuceña                                         | F2                                                       | A. D. Guanacasteca                                       | 1                                                        | 2 | 3  | 1                                                      | 0                                                      | 1                                                      |                                                        |                                                        |  |    |                                                |                                                |                                                |                                                |                                                |  |
|  | 3°                                                       | A. D. Escazuceña                                         |                                                          |                                                          |                                                          |   |    |                                                        |                                                        | 1                                                      |                                                        |                                                        |  |    |                                                |                                                |                                                |                                                |                                                |  |
|  | 2 °C                                                     | Fútbol Consultants                                       | 0                                                        | 0                                                        | 0                                                        |   |    |                                                        |                                                        |                                                        |                                                        |                                                        |  |    |                                                |                                                |                                                |                                                |                                                |  |
|  | 2 °C                                                     | Fútbol Consultants                                       | 0                                                        | 0                                                        | 0                                                        |   | C2 | A. D. Escazuceña                                       | 0                                                      | 0                                                      | 0                                                      |                                                        |  |    |                                                |                                                |                                                |                                                |                                                |  |
|  |                                                          |                                                          |                                                          |                                                          |                                                          |   | C2 | A. D. Escazuceña                                       | 0                                                      | 0                                                      | 0                                                      |                                                        |  |    |                                                |                                                |                                                |                                                |                                                |  |
|  |                                                          |                                                          | C4                                                       | A. D. Guanacasteca                                       | 1                                                        | 1 | 2  |                                                        |                                                        |                                                        |                                                        |                                                        |  |    |                                                |                                                |                                                |                                                |                                                |  |
|  | 2°A                                                      | A. D. Guanacasteca                                       | C4                                                       | A. D. Guanacasteca                                       | 1                                                        | 1 | 2  | 0                                                      | 2                                                      | 2                                                      |                                                        |                                                        |  |    |                                                |                                                |                                                |                                                |                                                |  |
|  | 2°A                                                      | A. D. Guanacasteca                                       |                                                          |                                                          |                                                          |   |    |                                                        |                                                        | 2                                                      |                                                        |                                                        |  |    |                                                |                                                |                                                |                                                |                                                |  |
|  | 1°B                                                      | A. D. COFUTPA                                            | 0                                                        | 1                                                        | 1                                                        |   |    |                                                        |                                                        |                                                        |                                                        |                                                        |  |    |                                                |                                                |                                                |                                                |                                                |  |
|  | 1°B                                                      | A. D. COFUTPA                                            | 0                                                        | 1                                                        | 1                                                        |   |    |                                                        |                                                        |                                                        |                                                        |                                                        |  |    |                                                |                                                |                                                |                                                |                                                |  |
|  |                                                          |                                                          |                                                          |                                                          |                                                          |   |    |                                                        |                                                        |                                                        |                                                        |                                                        |  |    |                                                |                                                |                                                |                                                |                                                |  |

### Cuartos de final

#### Liberia vs. Cariari
| 22 de noviembre de 2020, 15:00 | A. D. Cariari            | 2:1 (2:0) | Municipal Liberia     | Estadio Ebal Rodríguez, Guápiles, Limón                 |                                                         |
|                                | - Geison Jiménez 4', 36' | Reporte   | - Bryan Solórzano 90' | Asistencia: Sin espectadores Árbitro(s): William Mattus | Asistencia: Sin espectadores Árbitro(s): William Mattus |

| 25 de noviembre de 2020, 12:00 | Municipal Liberia                    | 2:2 (0:0) (Global 3:4) | A. D. Cariari                                   | Estadio Edgardo Baltodano, Liberia, Guanacaste         |                                                        |
|                                | - Víctor Pérez 53' - Bryan Astúa 63' | Reporte                | - Cristopher Meneses 84' - Miguel Tercero 90+4' | Asistencia: Sin espectadores Árbitro(s): Isaac Mendoza | Asistencia: Sin espectadores Árbitro(s): Isaac Mendoza |

#### COFUTPA vs. Guanacasteca
| 21 de noviembre de 2020, 14:00 | A. D. Guanacasteca | 0:0     | A. D. COFUTPA | Estadio Chorotega, Nicoya, Guanacaste                  |                                                        |
|                                |                    | Reporte |               | Asistencia: Sin espectadores Árbitro(s): Isaac Mendoza | Asistencia: Sin espectadores Árbitro(s): Isaac Mendoza |

| 24 de noviembre de 2020, 12:00 | A. D. COFUTPA        | 1:2 (1:0) (Global 1:2) | A. D. Guanacasteca                     | Estadio Guillermo Vargas, San Ramón, Alajuela         |                                                       |
|                                | - Esteban Solano 30' | Reporte                | - Felipe Chin 58' - Leonardo Adams 78' | Asistencia: Sin espectadores Árbitro(s): Rigo Prendas | Asistencia: Sin espectadores Árbitro(s): Rigo Prendas |

#### Consultants vs. Escazuceña
| 21 de noviembre de 2020, 19:00 | A. D. Juventud Escazuceña | 1:0 (0:0) | Fútbol Consultants | Estadio Morera Soto, Alajuela                         |                                                       |
|                                | - Kevin Chinchilla 72'    | Reporte   |                    | Asistencia: Sin espectadores Árbitro(s): Josué Ugalde | Asistencia: Sin espectadores Árbitro(s): Josué Ugalde |

| 24 de noviembre de 2020, 20:00 | Fútbol Consultants | 0:0 (Global 0:1) | A. D. Juventud Escazuceña | Estadio "Cuty" Monge, Desamparados, San José           |                                                        |
|                                |                    | Reporte          |                           | Asistencia: Sin espectadores Árbitro(s): Geiner Zúñiga | Asistencia: Sin espectadores Árbitro(s): Geiner Zúñiga |

#### Barrio México vs. Golfito
| 22 de noviembre de 2020, 16:30 | Puerto Golfito F. C.  | 1:0 (1:0) | A. D. C. Barrio México | Estadio "Coyella" Fonseca, Goicoechea, San José          |                                                          |
|                                | - Carlos Villegas 24' | Reporte   |                        | Asistencia: Sin espectadores Árbitro(s): Steven Madrigal | Asistencia: Sin espectadores Árbitro(s): Steven Madrigal |

| 25 de noviembre de 2020, 19:00 | A. D. C. Barrio México | 1:1 (1:0) (Global 1:2) | Puerto Golfito F. C. | Estadio "Coyella" Fonseca, Goicoechea, San José       |                                                       |
|                                | - Jameson Scott 17'    | Reporte                | - Henry Cooper 81'   | Asistencia: Sin espectadores Árbitro(s): Josué Ugalde | Asistencia: Sin espectadores Árbitro(s): Josué Ugalde |

### Semifinales

#### Guanacasteca vs. Escazuceña
| 28 de noviembre de 2020, 19:00 | A. D. Juventud Escazuceña | 0:1 (0:1) | A. D. Guanacasteca  | Estadio Morera Soto, Alajuela                            |                                                          |
|                                |                           | Reporte   | - Yeison Molina 22' | Asistencia: Sin espectadores Árbitro(s): Steven Madrigal | Asistencia: Sin espectadores Árbitro(s): Steven Madrigal |

| 6 de diciembre de 2020, 14:00 | A. D. Guanacasteca   | 1:0 (0:0) (Global 2:0) | A. D. Juventud Escazuceña | Estadio Chorotega, Nicoya, Guanacaste                 |                                                       |
|                               | - Joseph Bolaños 71' | Reporte                |                           | Asistencia: Sin espectadores Árbitro(s): Rigo Prendas | Asistencia: Sin espectadores Árbitro(s): Rigo Prendas |

#### Cariari vs. Golfito
| 29 de noviembre de 2020, 16:00 | Puerto Golfito F. C.                     | 2:0 (2:0) | A. D. Cariari | Estadio "Coyella" Fonseca, Guadalupe, San José         |                                                        |
|                                | - Steven Prettel 4' - Deibys Jiménez 28' | Reporte   |               | Asistencia: Sin espectadores Árbitro(s): Geiner Zúñiga | Asistencia: Sin espectadores Árbitro(s): Geiner Zúñiga |

| 5 de diciembre de 2020, 19:00 | A. D. Cariari                                | 2:2 (1:0) (Global 2:4) | Puerto Golfito F. C.                  | Estadio Ebal Rodríguez, Guápiles, Limón                 |                                                         |
|                               | - Diego Madrigal 16' - Leonardo Azofeifa 84' | Reporte                | - Henry Cooper 56' - Michael Soto 90' | Asistencia: Sin espectadores Árbitro(s): William Mattus | Asistencia: Sin espectadores Árbitro(s): William Mattus |

### Final

#### Guanacasteca vs. Golfito
| 13 de diciembre de 2020, 14:00 | Puerto Golfito F. C. | 0:1 (0:1) | A. D. Guanacasteca              | Estadio "Coyella" Fonseca, Guadalupe, San José           |                                                          |
|                                |                      | Reporte   | - José Pablo Córdoba 45' (pen.) | Asistencia: Sin espectadores Árbitro(s): Steven Madrigal | Asistencia: Sin espectadores Árbitro(s): Steven Madrigal |

| 20 de diciembre de 2020, 14:00 | A. D. Guanacasteca                            | 2:1 (1:0) (Global 3:1) | Puerto Golfito F. C. | Estadio Chorotega, Nicoya, Guanacaste                 |                                                       |
|                                | - Leonardo Adams 20' - José Pablo Córdoba 90' | Reporte                | - Hansell Arauz 64'  | Asistencia: Sin espectadores Árbitro(s): Josué Ugalde | Asistencia: Sin espectadores Árbitro(s): Josué Ugalde |

#### Final - ida
| 13    | POR   | Carlos Díaz     |     |
| 20    | DEF   | Ariel Matarrita |     |
| 4     | DEF   | Joshua Munguía  |     |
| 3     | DEF   | Yurgen Quesada  | 32' |
| 5     | DEF   | Felipe Chávez   |     |
| 7     | MED   | Byron Jiménez   | 84' |
| 19    | MED   | Deibys Jiménez  |     |
| 15    | MED   | Federico Tafur  | 54' |
| 12    | MED   | Justin Morales  | 54' |
| 11    | DEL   | Hansell Arauz   |     |
| 10    | DEL   | Henry Cooper    |     |
| D. T. | D. T. | Roberto Castro  |     |

| 1     | POR   | Luis Diego Sequeira |     |
| 24    | DEF   | José David Martínez |     |
| 5     | DEF   | Yeison Molina       |     |
| 20    | DEF   | Pedro Leal          |     |
| 14    | DEF   | Roger Díaz          |     |
| 8     | MED   | Dayron Sánchez      | 90' |
| 7     | MED   | Fabián Oviedo       | 64' |
| 11    | MED   | Luis Felipe Chin    |     |
| 18    | MED   | Joseph Bolaños      | 90' |
| 15    | DEL   | Malcom Pilone       |     |
| 21    | DEL   | José Pablo Córdoba  | 76' |
| D. T. | D. T. | Minor Díaz          |     |

| 24 | MED | Steven Prettel    | 32' |
| 21 | MED | Jefferson Venegas | 54' |
| 18 | DEL | Carlos Villegas   | 54' |
| 17 | MED | Fabián Jiménez    | 84' |

| 10 | MED | Johan Condega        | 64' |
| 13 | MED | Jean Paul Zacarías   | 76' |
| 17 | MED | Juan Carlos Martínez | 90' |
| 4  | DEF | Kenneth Guzmán       | 90' |

| 45' (pen.) | José Pablo Córdoba | 0:1 |

| Amonestado · Amonestado · Amonestado | Carlos Díaz Joshua Munguía Hansell Arauz |

| Amonestado | Pedro Leal |

| 90+4' | Henry Cooper |

| Principal  | Steven Madrigal     |
| Asistentes | Alejandro Fernández |
|            | Leslie Macre        |
| Cuarto     | Isaac Mendoza       |

| 13    | POR   | Carlos Díaz     |     |
| 20    | DEF   | Ariel Matarrita |     |
| 4     | DEF   | Joshua Munguía  |     |
| 3     | DEF   | Yurgen Quesada  | 32' |
| 5     | DEF   | Felipe Chávez   |     |
| 7     | MED   | Byron Jiménez   | 84' |
| 19    | MED   | Deibys Jiménez  |     |
| 15    | MED   | Federico Tafur  | 54' |
| 12    | MED   | Justin Morales  | 54' |
| 11    | DEL   | Hansell Arauz   |     |
| 10    | DEL   | Henry Cooper    |     |
| D. T. | D. T. | Roberto Castro  |     |

| 1     | POR   | Luis Diego Sequeira |     |
| 24    | DEF   | José David Martínez |     |
| 5     | DEF   | Yeison Molina       |     |
| 20    | DEF   | Pedro Leal          |     |
| 14    | DEF   | Roger Díaz          |     |
| 8     | MED   | Dayron Sánchez      | 90' |
| 7     | MED   | Fabián Oviedo       | 64' |
| 11    | MED   | Luis Felipe Chin    |     |
| 18    | MED   | Joseph Bolaños      | 90' |
| 15    | DEL   | Malcom Pilone       |     |
| 21    | DEL   | José Pablo Córdoba  | 76' |
| D. T. | D. T. | Minor Díaz          |     |

| 24 | MED | Steven Prettel    | 32' |
| 21 | MED | Jefferson Venegas | 54' |
| 18 | DEL | Carlos Villegas   | 54' |
| 17 | MED | Fabián Jiménez    | 84' |

| 10 | MED | Johan Condega        | 64' |
| 13 | MED | Jean Paul Zacarías   | 76' |
| 17 | MED | Juan Carlos Martínez | 90' |
| 4  | DEF | Kenneth Guzmán       | 90' |

| 45' (pen.) | José Pablo Córdoba | 0:1 |

| Amonestado · Amonestado · Amonestado | Carlos Díaz Joshua Munguía Hansell Arauz |

| Amonestado | Pedro Leal |

| 90+4' | Henry Cooper |

| Principal  | Steven Madrigal     |
| Asistentes | Alejandro Fernández |
|            | Leslie Macre        |
| Cuarto     | Isaac Mendoza       |

| 13    | POR   | Carlos Díaz     |     |
| 20    | DEF   | Ariel Matarrita |     |
| 4     | DEF   | Joshua Munguía  |     |
| 3     | DEF   | Yurgen Quesada  | 32' |
| 5     | DEF   | Felipe Chávez   |     |
| 7     | MED   | Byron Jiménez   | 84' |
| 19    | MED   | Deibys Jiménez  |     |
| 15    | MED   | Federico Tafur  | 54' |
| 12    | MED   | Justin Morales  | 54' |
| 11    | DEL   | Hansell Arauz   |     |
| 10    | DEL   | Henry Cooper    |     |
| D. T. | D. T. | Roberto Castro  |     |

| 1     | POR   | Luis Diego Sequeira |     |
| 24    | DEF   | José David Martínez |     |
| 5     | DEF   | Yeison Molina       |     |
| 20    | DEF   | Pedro Leal          |     |
| 14    | DEF   | Roger Díaz          |     |
| 8     | MED   | Dayron Sánchez      | 90' |
| 7     | MED   | Fabián Oviedo       | 64' |
| 11    | MED   | Luis Felipe Chin    |     |
| 18    | MED   | Joseph Bolaños      | 90' |
| 15    | DEL   | Malcom Pilone       |     |
| 21    | DEL   | José Pablo Córdoba  | 76' |
| D. T. | D. T. | Minor Díaz          |     |

| 24 | MED | Steven Prettel    | 32' |
| 21 | MED | Jefferson Venegas | 54' |
| 18 | DEL | Carlos Villegas   | 54' |
| 17 | MED | Fabián Jiménez    | 84' |

| 10 | MED | Johan Condega        | 64' |
| 13 | MED | Jean Paul Zacarías   | 76' |
| 17 | MED | Juan Carlos Martínez | 90' |
| 4  | DEF | Kenneth Guzmán       | 90' |

| 45' (pen.) | José Pablo Córdoba | 0:1 |

| Amonestado · Amonestado · Amonestado | Carlos Díaz Joshua Munguía Hansell Arauz |

| Amonestado | Pedro Leal |

| 90+4' | Henry Cooper |

| Principal  | Steven Madrigal     |
| Asistentes | Alejandro Fernández |
|            | Leslie Macre        |
| Cuarto     | Isaac Mendoza       |

| 13    | POR   | Carlos Díaz     |     |
| 20    | DEF   | Ariel Matarrita |     |
| 4     | DEF   | Joshua Munguía  |     |
| 3     | DEF   | Yurgen Quesada  | 32' |
| 5     | DEF   | Felipe Chávez   |     |
| 7     | MED   | Byron Jiménez   | 84' |
| 19    | MED   | Deibys Jiménez  |     |
| 15    | MED   | Federico Tafur  | 54' |
| 12    | MED   | Justin Morales  | 54' |
| 11    | DEL   | Hansell Arauz   |     |
| 10    | DEL   | Henry Cooper    |     |
| D. T. | D. T. | Roberto Castro  |     |

| 1     | POR   | Luis Diego Sequeira |     |
| 24    | DEF   | José David Martínez |     |
| 5     | DEF   | Yeison Molina       |     |
| 20    | DEF   | Pedro Leal          |     |
| 14    | DEF   | Roger Díaz          |     |
| 8     | MED   | Dayron Sánchez      | 90' |
| 7     | MED   | Fabián Oviedo       | 64' |
| 11    | MED   | Luis Felipe Chin    |     |
| 18    | MED   | Joseph Bolaños      | 90' |
| 15    | DEL   | Malcom Pilone       |     |
| 21    | DEL   | José Pablo Córdoba  | 76' |
| D. T. | D. T. | Minor Díaz          |     |

| 24 | MED | Steven Prettel    | 32' |
| 21 | MED | Jefferson Venegas | 54' |
| 18 | DEL | Carlos Villegas   | 54' |
| 17 | MED | Fabián Jiménez    | 84' |

| 10 | MED | Johan Condega        | 64' |
| 13 | MED | Jean Paul Zacarías   | 76' |
| 17 | MED | Juan Carlos Martínez | 90' |
| 4  | DEF | Kenneth Guzmán       | 90' |

| 45' (pen.) | José Pablo Córdoba | 0:1 |

| Amonestado · Amonestado · Amonestado | Carlos Díaz Joshua Munguía Hansell Arauz |

| Amonestado | Pedro Leal |

| 90+4' | Henry Cooper |

| Principal  | Steven Madrigal     |
| Asistentes | Alejandro Fernández |
|            | Leslie Macre        |
| Cuarto     | Isaac Mendoza       |

#### Final - vuelta
| 1     | POR   | Luis Diego Sequeira |     |
| 24    | DEF   | José David Martínez |     |
| 4     | DEF   | Yeison Molina       |     |
| 20    | DEF   | Pedro Leal          |     |
| 18    | DEF   | Joseph Bolaños      | 79' |
| 8     | MED   | Dayron Sánchez      |     |
| 14    | MED   | Roger Díaz          | 33' |
| 11    | MED   | Luis Felipe Chin    |     |
| 10    | MED   | Johan Condega       | 65' |
| 15    | DEL   | Malcom Pilone       |     |
| 9     | DEL   | Leonardo Adams      | 79' |
| D. T. | D. T. | Minor Díaz          |     |

| 13    | POR   | Carlos Díaz        |     |
| 20    | DEF   | Ariel Matarrita    |     |
| 16    | DEF   | Michael Soto       |     |
| 25    | DEF   | José Pablo Navarro |     |
| 5     | DEF   | Felipe Chávez      |     |
| 11    | MED   | Hansell Arauz      |     |
| 24    | MED   | Steven Prettel     |     |
| 23    | MED   | Deylon Arroyo      | 82' |
| 21    | MED   | Jefferson Venegas  | 85' |
| 19    | DEL   | Deibys Jiménez     |     |
| 18    | DEL   | Carlos Villegas    |     |
| D. T. | D. T. | Roberto Castro     |     |

| 4  | MED | Kenneth Guzmán     | 33' |
| 7  | MED | Fabián Oviedo      | 65' |
| 13 | MED | Jean Paul Zacarías | 79' |
| 21 | DEL | José Pablo Córdoba | 79' |

| 12 | MED | Justin Morales | 82' |
| 17 | MED | Fabián Jiménez | 85' |

| 20' · 90+4' | Leonardo Adams José Pablo Córdoba | 1:0 2:1 |

| 64' | Hansell Arauz | 1:1 |

| 62' · 81' | José David Martínez Luis Felipe Chin |

| Principal  | Josué Ugalde   |
| Asistentes | Víctor Robles  |
|            | Marvin Meza    |
| Cuarto     | Carlos Salazar |

| 1     | POR   | Luis Diego Sequeira |     |
| 24    | DEF   | José David Martínez |     |
| 4     | DEF   | Yeison Molina       |     |
| 20    | DEF   | Pedro Leal          |     |
| 18    | DEF   | Joseph Bolaños      | 79' |
| 8     | MED   | Dayron Sánchez      |     |
| 14    | MED   | Roger Díaz          | 33' |
| 11    | MED   | Luis Felipe Chin    |     |
| 10    | MED   | Johan Condega       | 65' |
| 15    | DEL   | Malcom Pilone       |     |
| 9     | DEL   | Leonardo Adams      | 79' |
| D. T. | D. T. | Minor Díaz          |     |

| 13    | POR   | Carlos Díaz        |     |
| 20    | DEF   | Ariel Matarrita    |     |
| 16    | DEF   | Michael Soto       |     |
| 25    | DEF   | José Pablo Navarro |     |
| 5     | DEF   | Felipe Chávez      |     |
| 11    | MED   | Hansell Arauz      |     |
| 24    | MED   | Steven Prettel     |     |
| 23    | MED   | Deylon Arroyo      | 82' |
| 21    | MED   | Jefferson Venegas  | 85' |
| 19    | DEL   | Deibys Jiménez     |     |
| 18    | DEL   | Carlos Villegas    |     |
| D. T. | D. T. | Roberto Castro     |     |

| 4  | MED | Kenneth Guzmán     | 33' |
| 7  | MED | Fabián Oviedo      | 65' |
| 13 | MED | Jean Paul Zacarías | 79' |
| 21 | DEL | José Pablo Córdoba | 79' |

| 12 | MED | Justin Morales | 82' |
| 17 | MED | Fabián Jiménez | 85' |

| 20' · 90+4' | Leonardo Adams José Pablo Córdoba | 1:0 2:1 |

| 64' | Hansell Arauz | 1:1 |

| 62' · 81' | José David Martínez Luis Felipe Chin |

| Principal  | Josué Ugalde   |
| Asistentes | Víctor Robles  |
|            | Marvin Meza    |
| Cuarto     | Carlos Salazar |

| 1     | POR   | Luis Diego Sequeira |     |
| 24    | DEF   | José David Martínez |     |
| 4     | DEF   | Yeison Molina       |     |
| 20    | DEF   | Pedro Leal          |     |
| 18    | DEF   | Joseph Bolaños      | 79' |
| 8     | MED   | Dayron Sánchez      |     |
| 14    | MED   | Roger Díaz          | 33' |
| 11    | MED   | Luis Felipe Chin    |     |
| 10    | MED   | Johan Condega       | 65' |
| 15    | DEL   | Malcom Pilone       |     |
| 9     | DEL   | Leonardo Adams      | 79' |
| D. T. | D. T. | Minor Díaz          |     |

| 13    | POR   | Carlos Díaz        |     |
| 20    | DEF   | Ariel Matarrita    |     |
| 16    | DEF   | Michael Soto       |     |
| 25    | DEF   | José Pablo Navarro |     |
| 5     | DEF   | Felipe Chávez      |     |
| 11    | MED   | Hansell Arauz      |     |
| 24    | MED   | Steven Prettel     |     |
| 23    | MED   | Deylon Arroyo      | 82' |
| 21    | MED   | Jefferson Venegas  | 85' |
| 19    | DEL   | Deibys Jiménez     |     |
| 18    | DEL   | Carlos Villegas    |     |
| D. T. | D. T. | Roberto Castro     |     |

| 4  | MED | Kenneth Guzmán     | 33' |
| 7  | MED | Fabián Oviedo      | 65' |
| 13 | MED | Jean Paul Zacarías | 79' |
| 21 | DEL | José Pablo Córdoba | 79' |

| 12 | MED | Justin Morales | 82' |
| 17 | MED | Fabián Jiménez | 85' |

| 20' · 90+4' | Leonardo Adams José Pablo Córdoba | 1:0 2:1 |

| 64' | Hansell Arauz | 1:1 |

| 62' · 81' | José David Martínez Luis Felipe Chin |

| Principal  | Josué Ugalde   |
| Asistentes | Víctor Robles  |
|            | Marvin Meza    |
| Cuarto     | Carlos Salazar |

| 1     | POR   | Luis Diego Sequeira |     |
| 24    | DEF   | José David Martínez |     |
| 4     | DEF   | Yeison Molina       |     |
| 20    | DEF   | Pedro Leal          |     |
| 18    | DEF   | Joseph Bolaños      | 79' |
| 8     | MED   | Dayron Sánchez      |     |
| 14    | MED   | Roger Díaz          | 33' |
| 11    | MED   | Luis Felipe Chin    |     |
| 10    | MED   | Johan Condega       | 65' |
| 15    | DEL   | Malcom Pilone       |     |
| 9     | DEL   | Leonardo Adams      | 79' |
| D. T. | D. T. | Minor Díaz          |     |

| 13    | POR   | Carlos Díaz        |     |
| 20    | DEF   | Ariel Matarrita    |     |
| 16    | DEF   | Michael Soto       |     |
| 25    | DEF   | José Pablo Navarro |     |
| 5     | DEF   | Felipe Chávez      |     |
| 11    | MED   | Hansell Arauz      |     |
| 24    | MED   | Steven Prettel     |     |
| 23    | MED   | Deylon Arroyo      | 82' |
| 21    | MED   | Jefferson Venegas  | 85' |
| 19    | DEL   | Deibys Jiménez     |     |
| 18    | DEL   | Carlos Villegas    |     |
| D. T. | D. T. | Roberto Castro     |     |

| 4  | MED | Kenneth Guzmán     | 33' |
| 7  | MED | Fabián Oviedo      | 65' |
| 13 | MED | Jean Paul Zacarías | 79' |
| 21 | DEL | José Pablo Córdoba | 79' |

| 12 | MED | Justin Morales | 82' |
| 17 | MED | Fabián Jiménez | 85' |

| 20' · 90+4' | Leonardo Adams José Pablo Córdoba | 1:0 2:1 |

| 64' | Hansell Arauz | 1:1 |

| 62' · 81' | José David Martínez Luis Felipe Chin |

| Principal  | Josué Ugalde   |
| Asistentes | Víctor Robles  |
|            | Marvin Meza    |
| Cuarto     | Carlos Salazar |

|                                          |
| Campeón Apertura 2020 A. D. Guanacasteca |

## Estadísticas

### Máximos goleadores
Lista con los máximos goleadores de la competencia.
Datos actualizados a 20 de diciembre de 2020 y según página oficial.
| Núm. | Jugador              | Equipo        | Goles |
| ---- | -------------------- | ------------- | ----- |
| 1°   | Alejandro Gutiérrez  | Consultants   | 11    |
| 2°   | Henry Cooper         | Golfito       | 6     |
| 2°   | Joaquín Huertas      | Santa Rosa    | 6     |
| 4°   | Berny Solórzano      | COFUTPA       | 5     |
| 4°   | Leonardo Adams       | Guanacasteca  | 5     |
| 6°   | Bryan Solórzano      | Liberia       | 4     |
| 6°   | Erick Zúñiga         | San Ramón     | 4     |
| 6°   | Esteban Sandoval     | Cariari       | 4     |
| 6°   | Josimar Alcócer      | Escazuceña    | 4     |
| 6°   | Reiby Smith          | Aserrí        | 4     |
| 11°  | Anthony Hernández    | Puntarenas    | 3     |
| 11°  | Daniel Quirós        | Puntarenas    | 3     |
| 11°  | Deivis Jiménez       | Golfito       | 3     |
| 11°  | Diego Madrigal       | Cariari       | 3     |
| 11°  | Esteban Solano       | COFUTPA       | 3     |
| 11°  | Esyin Cordero        | Garabito      | 3     |
| 11°  | Freddy Borbón        | Uruguay       | 3     |
| 11°  | Hansell Arauz        | Golfito       | 3     |
| 11°  | Jaime Javier Rosales | Santa Rosa    | 3     |
| 11°  | José Pablo Córdoba   | Guanacasteca  | 3     |
| 11°  | Kevin Villalobos     | San Ramón     | 3     |
| 11°  | Verny Scott          | Barrio México | 3     |
| 11°  | William Ocampo       | COFUTPA       | 3     |
| 24°  | Aarón Suárez         | Escazuceña    | 2     |
| 24°  | Adrián Núñez         | Consultants   | 2     |
| 24°  | Alexander Monge      | Uruguay       | 2     |
| 24°  | Bryan Astúa          | Liberia       | 2     |
| 24°  | Carlos Barahona      | Barrio México | 2     |
| 24°  | Carlos Villegas      | Golfito       | 2     |
| 24°  | Cristopher Meneses   | Cariari       | 2     |
| 24°  | Daniel Fonseca       | Santa Ana     | 2     |
| 24°  | Eduardo Matamoros    | Marineros     | 2     |
| 24°  | Erick Aguilar        | Garabito      | 2     |
| 24°  | Fabrizio Ronchetti   | Aserrí        | 2     |
| 24°  | Felipe Chin          | Guanacasteca  | 2     |
| 24°  | Geison Jiménez       | Cariari       | 2     |
| 24°  | Guillermo Villalobos | Santa Ana     | 2     |
| 24°  | Heiner Mora          | Barrio México | 2     |
| 24°  | Jameson Scott        | Barrio México | 2     |
| 24°  | Johnny Aguilar       | Cariari       | 2     |
| 24°  | Jon Astor Carlson    | Marineros     | 2     |
| 24°  | Jorge Davis          | Garabito      | 2     |
| 24°  | Joshua Parra         | Carmelita     | 2     |
| 24°  | Josué Quedo          | Liberia       | 2     |
| 24°  | Kevin García         | Liberia       | 2     |
| 24°  | Kevin Sancho         | Marineros     | 2     |
| 24°  | Leonardo Azofeifa    | Cariari       | 2     |
| 24°  | Luis Miguel Smith    | Turrialba     | 2     |
| 24°  | Marco Chávez         | Santa Ana     | 2     |
| 24°  | Mario Centeno        | Puntarenas    | 2     |
| 24°  | Michael Soto         | Golfito       | 2     |
| 24°  | Pablo Morera         | Carmelita     | 2     |
| 24°  | Ricardo Espinoza     | Escazuceña    | 2     |
| 24°  | Steven Cárdenas      | Barrio México | 2     |
| 24°  | Víctor Pérez         | Liberia       | 2     |
| 56°  | Alejandro Porras     | Garabito      | 1     |
| 56°  | Andrés Mendoza       | Uruguay       | 1     |
| 56°  | Andrés Salmerón      | Consultants   | 1     |
| 56°  | Andrés Vargas        | Carmelita     | 1     |
| 56°  | Andrey Jiménez       | Cariari       | 1     |
| 56°  | Anthony Caruzzo      | Puntarenas    | 1     |
| 56°  | Anthony Rosales      | Santa Rosa    | 1     |
| 56°  | Berny Segura         | Carmelita     | 1     |
| 56°  | Bryan Porras         | Garabito      | 1     |
| 56°  | Bryan Sánchez        | Liberia       | 1     |
| 56°  | Carlos Cordero       | Marineros     | 1     |
| 56°  | Carlos Madrigal      | Marineros     | 1     |
| 56°  | Creicher Pérez       | Carmelita     | 1     |
| 56°  | Cristian Muñoz       | Consultants   | 1     |
| 56°  | Daniel Alvarado      | Turrialba     | 1     |
| 56°  | David Hernández      | Aserrí        | 1     |
| 56°  | David Vega           | Santa Ana     | 1     |
| 56°  | Dayron Sánchez       | Guanacasteca  | 1     |
| 56°  | Derek Salas          | Marineros     | 1     |
| 56°  | Diego Díaz           | Uruguay       | 1     |
| 56°  | Diego Serrano        | Barrio México | 1     |
| 56°  | Donovan Campbell     | Turrialba     | 1     |
| 56°  | Dorian Rodríguez     | Escazuceña    | 1     |
| 56°  | Elián Acuña          | Cariari       | 1     |
| 56°  | Emmanuel Pérez       | Uruguay       | 1     |
| 56°  | Erick Barahona       | COFUTPA       | 1     |
| 56°  | Erick Morera         | COFUTPA       | 1     |
| 56°  | Federico Tafur       | Golfito       | 1     |
| 56°  | Francisco Wallace    | Uruguay       | 1     |
| 56°  | Gerardo Castillo     | Consultants   | 1     |
| 56°  | Gustavo Portuguez    | Uruguay       | 1     |
| 56°  | Ignacio Quesada      | San Ramón     | 1     |
| 56°  | Jason Rosales        | Marineros     | 1     |
| 56°  | Jean Paulo Zacarías  | Guanacasteca  | 1     |
| 56°  | Jefferson Borbón     | Uruguay       | 1     |
| 56°  | Jocyfer Castro       | Puntarenas    | 1     |
| 56°  | Johan Condega        | Guanacasteca  | 1     |
| 56°  | Johnny Martínez      | Turrialba     | 1     |
| 56°  | Jonathan Sánchez     | Garabito      | 1     |
| 56°  | Jordan Smith         | Golfito       | 1     |
| 56°  | José Andrés Torres   | Cariari       | 1     |
| 56°  | José Cordero         | Marineros     | 1     |
| 56°  | José Daniel Pérez    | San Ramón     | 1     |
| 56°  | José Luis Quirós     | Barrio México | 1     |
| 56°  | José Mario Ramírez   | Escazuceña    | 1     |
| 56°  | José Martínez        | Guanacasteca  | 1     |
| 56°  | José Paulo Rodríguez | Escazuceña    | 1     |
| 56°  | José Rodolfo Montiel | Liberia       | 1     |
| 56°  | José Sancho          | San Ramón     | 1     |
| 56°  | Joseph Bolaños       | Guanacasteca  | 1     |
| 56°  | Joshua Ulate         | Carmelita     | 1     |
| 56°  | Justin Jiménez       | Liberia       | 1     |
| 56°  | Kevin Chinchilla     | Escazuceña    | 1     |
| 56°  | Kevin Díaz           | Turrialba     | 1     |
| 56°  | Keylor Peña          | Santa Rosa    | 1     |
| 56°  | Krisler Villalobos   | Marineros     | 1     |
| 56°  | Luis Delgado         | Santa Ana     | 1     |
| 56°  | Malcom Pilone        | Guanacasteca  | 1     |
| 56°  | Miguel Tercero       | Cariari       | 1     |
| 56°  | Nelson Chaves        | COFUTPA       | 1     |
| 56°  | Óscar Viales         | Liberia       | 1     |
| 56°  | Pedro Leal           | Guanacasteca  | 1     |
| 56°  | Randy Taylor         | Santa Ana     | 1     |
| 56°  | Raúl Leguías         | COFUTPA       | 1     |
| 56°  | Raúl López           | Uruguay       | 1     |
| 56°  | Roberto Mc Cloud     | Turrialba     | 1     |
| 56°  | Roger Díaz           | Guanacasteca  | 1     |
| 56°  | Ronald Salas         | Garabito      | 1     |
| 56°  | Rutsell Mora         | Barrio México | 1     |
| 56°  | Steven Prettel       | Golfito       | 1     |
| 56°  | Tomás Fonseca        | Carmelita     | 1     |
| 56°  | Tommy Muñoz          | Consultants   | 1     |
| 56°  | Verny Ramírez        | Santa Ana     | 1     |
| 56°  | Víctor Chavarría     | Barrio México | 1     |
| 56°  | Yeison Molina        | Guanacasteca  | 1     |

#### Tripletes o más
Jugadores que marcaron tres o más goles en un solo partido.
| Fecha            | Jugador             | Goles             | Local       |  | Resultado |  | Visitante | Jornada |
| ---------------- | ------------------- | ----------------- | ----------- |  | --------- |  | --------- | ------- |
| 30 de septiembre | Alejandro Gutiérrez | 8', 29', 60', 88' | Consultants |  | 5 – 1     |  | Aserrí    | 2       |
| 4 de noviembre   | Kevin Villalobos    | 39', 69', 71'     | Cariari     |  | 2 – 4     |  | San Ramón | 6       |

#### Autogoles
A continuación se detallan los autogoles marcados a lo largo de la temporada.
| Fecha            | Jugador            | Autogol | Local      |  | Resultado |  | Visitante   | Jornada |
| ---------------- | ------------------ | ------- | ---------- |  | --------- |  | ----------- | ------- |
| 13 de septiembre | Erick Zúñiga       | 90+5'   | COFUTPA    |  | 2 – 1     |  | San Ramón   | 2       |
| 27 de septiembre | Fabián Solano      | 74'     | Aserrí     |  | 1 – 0     |  | Turrialba   | 4       |
| 21 de octubre    | William Ocampo     | 65'     | Escazuceña |  | 1 – 1     |  | COFUTPA     | 5       |
| 21 de octubre    | Fabrizio Ronchetti | 45'     | Aserrí     |  | 1 – 1     |  | Consultants | 7       |